# Snitz Forums 2000
Snitz Forums 2000是一款自由开源的ASP網絡論壇。其由Snitz Forums 2000社群製作，運作於互聯網資訊服務，並支持Microsoft Access、MySQL及MS SQL。另外，其亦可從Oracle數據庫運行。
Snitz Forums 2000以GNU通用公共授權條款發放。
香港高登討論區的介面以此系統為基礎開發。

## 外部連結
- 官方网站